# Michał Polech
Michał Polech (ur. 9 maja 1932 w miejscowości Odnoga, pow. Białystok, zm. 5 lipca 1999) – generał brygady pilot Wojska Polskiego.

## Życiorys
Urodził się w rodzinie rolnika. Przed wojną rozpoczął naukę w szkole powszechnej w Krugłym Lasku, po zajęciu rodzinnej miejscowości przez Rosjan, kontynuował naukę w szkole radzieckiej. Podczas okupacji niemieckiej był łącznikiem radzieckich oddziałów partyzanckich. Po wyzwoleniu podjął naukę w szkole podstawowej, początkowo w Krugłym Lasku, później w Rybakach. W 1950 uzyskał tzw. małą maturę.
24 września 1950 rozpoczął naukę w Oficerskiej Szkole Lotniczej nr 4 w Dęblinie, skąd po odbyciu kursu podstawowego został przeniesiony na kurs pilotażu myśliwskiego do Oficerskiej Szkoły Lotniczej Nr 5 w Radomiu. 
Ukończył Oficerską Szkołę Lotniczą Nr 5 w Radomiu jako pilot lotnictwa myśliwskiego i 30 grudnia 1951 został promowany przez dowódcę Wojsk Lotniczych gen. broni Iwana Turkiela do stopnia chorążego w korpusie oficerów lotnictwa.
Zawodową służbę wojskową rozpoczął w 31 pułku lotnictwa myśliwskiego w Warszawie-Bemowo jako pilot, a następnie starszy pilot.  Służąc w tym pułku, od 6 maja 1952  był dowódcą klucza na samolotach Jak-9, od 9 sierpnia 1952 oficerem strzelania powietrznego pułku, od 28 września 1953 (już w stopniu podporucznika) został dowódcą eskadry, a 10 stycznia 1955 pomocnikiem dowódcy pułku do spraw pilotażu.
1 grudnia 1955 został oddelegowany na Kurs Doskonalenia Oficerów Lotnictwa w Centrum Szkolenia Lotniczego w Lipiecku, w ZSRR. Był jednym z pierwszych pilotów przeszkolonych na samolotach MiG-17. Po ukończeniu kursu, 6 października 1956 otrzymał przydział do 21 samodzielnego pułku lotnictwa rozpoznawczego w Sochaczewie na stanowisko pomocnika dowódcy pułku do spraw pilotażu. 23 czerwca 1961 został zastępcą dowódcy do spraw liniowych, a od 21 maja 1963 był dowódcą tego pułku.
W okresie od 22 października 1964 do 1 sierpnia 1967 dowodził 21 pułkiem lotnictwa rozpoznania taktycznego w Sochaczewie. 22 lipca 1966, w szyku "Grot" na samolotach MiG-17, brał udział w defiladzie z okazji 1000-lecia Państwa Polskiego nad Warszawą.
Następnie studiował w Wojskowej Akademii Lotniczej im. Gagarina w Monino w ZSRR. Studia ukończył 30 lipca 1971, po czym został zastępcą dowódcy 3 Brandenburskiej Dywizji Lotnictwa Szturmowo-Rozpoznawczego w Świdwinie do spraw liniowych. Od 7 grudnia 1973 był dowódcą tej dywizji. Po ukończeniu Wyższego Kursu Akademickiego w Wojskowej Akademii Sztabu Generalnego Sił Zbrojnych ZSRR im. K. Woroszyłowa, od 17 listopada 1977 pełnił obowiązki zastępcy dowódcy Wojsk Lotniczych do spraw liniowych, a 7 maja 1979 został zatwierdzony na tym stanowisku. Od 22 lutego 1986 do 1 lipca 1990 był zastępcą dowódcy Wojsk Lotniczych do spraw szkolenia.
Od 10 grudnia 1990 pełnił funkcję szefa Wojewódzkiego Sztabu Wojskowego w Białymstoku. 5 września 1991 przeniesiony został w stan spoczynku. 
Był pilotem wojskowym pierwszej klasy, posiadał nalot ponad 2860 godzin. W latach pięćdziesiątych i sześćdziesiątych uczestniczył w prawie wszystkich defiladach lotniczych.
Będąc w stanie spoczynku zamieszkał w Białowieży, pracował społecznie na rzecz mieszkańców Białowieży i powiatu hajnowskiego. W 1998 wybrany do Sejmiku Powiatowego. Był działaczem społecznym, m.in. w Klubie Generałów WP i innych organizacjach byłych żołnierzy i lotników. 
Zmarł 5 lipca 1999. Pochowany 10 lipca 1999 na cmentarzu parafialnym w Białowieży na skraju Puszczy Białowieskiej. W pogrzebie wzięła udział delegacja WP z dowódcą Wojsk Lotniczych i Obrony Powietrznej gen. dyw. Kazimierzem Dziokiem.

## Awanse wojskowe
- chorąży - 30 grudnia 1951
- podporucznik - 9 lipca 1952
- porucznik - 5 października 1953
- kapitan - 23 kwietnia 1954
- major - 1 października 1958
- podpułkownik - 25 września 1962
- pułkownik - 5 października 1971
- generał brygady - 7 października 1976

## Życie prywatne
Syn Mikołaja (1893-1973) i Teofili z domu Miruć (1897-1961). Po przejściu w stan spoczynku mieszkał w Białowieży. Od 1956 był żonaty z Tamarą z domu Bugaj. Miał dwóch synów, którzy obaj byli absolwentami Wyższej Oficerskiej Szkoły Lotniczej w Dęblinie i pilotami wojskowymi.

## Odznaczenia
- Krzyż Komandorski Orderu Odrodzenia Polski - 1980
- Krzyż Kawalerski Orderu Odrodzenia Polski - 1972
- Złoty Krzyż Zasługi - 1963
- Srebrny Krzyż Zasługi - 1954
- Krzyż Partyzancki - 1957
- Medal 10-lecia Polski Ludowej - 1954
- Medal 30-lecia Polski Ludowej - 1974
- Medal 40-lecia Polski Ludowej - 1984
- Złoty Medal "Siły Zbrojne w Służbie Ojczyzny"
- Srebrny Medal "Siły Zbrojne w Służbie Ojczyzny"
- Brązowy Medal "Siły Zbrojne w Służbie Ojczyzny"
- Złoty Medal "Za Zasługi dla Obronności Kraju"
- Srebrny Medal "Za Zasługi dla Obronności Kraju"
- Brązowy Medal "Za Zasługi dla Obronności Kraju"
- Odznaka "Zasłużony Pilot Wojskowy PRL" - 1978
- Order Czerwonej Gwiazdy (ZSRR) - 1968
- inne odznaczenia i wyróżnienia